# Oliver Burke
Oliver Jasen Burke (Kirkcaldy, Escocia, Reino Unido, 7 de abril de 1997) es un futbolista escocés. Juega como delantero y su equipo es el F. C. Union Berlin de la 1. Bundesliga.

## Clubes
| Club                            | País       | Año       |
| ------------------------------- | ---------- | --------- |
| Nottingham Forest F. C.         | Inglaterra | 2014-2016 |
| Bradford City A. F. C. (cedido) | Inglaterra | 2015      |
| R. B. Leipzig                   | Alemania   | 2016-2017 |
| West Bromwich Albion F. C.      | Inglaterra | 2017-2020 |
| Celtic F. C. (cedido)           | Escocia    | 2019      |
| Deportivo Alavés (cedido)       | España     | 2019-2020 |
| Sheffield United F. C.          | Inglaterra | 2020-2022 |
| Millwall F. C. (cedido)         | Inglaterra | 2022      |
| Werder Bremen                   | Alemania   | 2022-2025 |
| Millwall F. C. (cedido)         | Inglaterra | 2023      |
| Birmingham City F. C. (cedido)  | Inglaterra | 2023-2024 |
| F. C. Union Berlin              | Alemania   | 2025-     |

## Palmarés

### Títulos nacionales
| Título               | Club         | País    | Año  |
| -------------------- | ------------ | ------- | ---- |
| Scottish Premiership | Celtic F. C. | Escocia | 2019 |
| Copa de Escocia      | Celtic F. C. | Escocia | 2019 |